# Micropterus punctulatus
A Micropterus punctulatus a sugarasúszójú halak (Actinopterygii) osztályának sügéralakúak (Perciformes) rendjébe, ezen belül a díszsügérfélék (Centrarchidae) családjába tartozó faj.

## Előfordulása
A Micropterus punctulatus előfordulási területe az észak-amerikai kontinensen levő Amerikai Egyesült Államokban van, ennek az országnak az egyik endemikus hala. Állományának nagy része a Mississippi-folyórendszerben található, Ohio és Nyugat-Virginia, valamint Kansas és a Mexikói-öböl között. További állományai élnek a georgiai Chattahoochee és a texasi Guadalupe folyókban. Az ember betelepítette Afrika déli részére, ahol sikeresen beilleszkedett.

## Megjelenése
Ez a hal általában 30 centiméter hosszú, azonban 63,5 centiméteresre és 4,7 kilogrammosra is megnőhet.

## Életmódja
Szubtrópusi, édesvízi halfaj, amely a mederfenék közelében él. A köves aljzatú sebesebb vizeket kedveli, de a nagy állóvizeket sem veti meg. A fiatal apró rákokkal és kétszárnyúak (Diptera) lárváival táplálkozik. A felnőtt mérete miatt békákat, más halakat és nagyobb rákfajokat is fogyaszthat, étrendjét kiegészíti rovarokkal, férgekkel és egyéb gerinctelenekkel.
Legfeljebb 7 évig él.

## Felhasználása
Ezt a halat, csak a sporthorgászok fogják ki.

## Képek

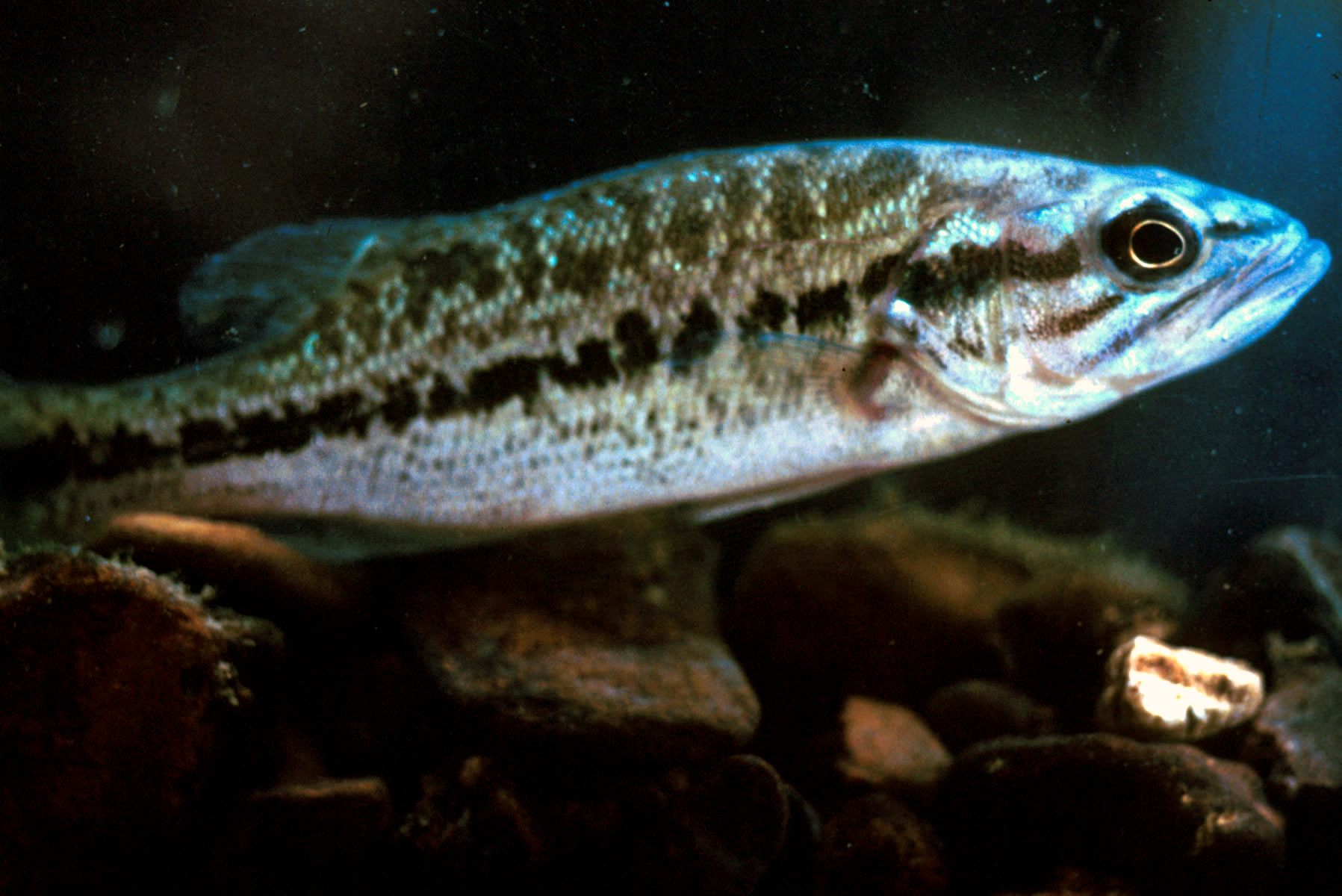
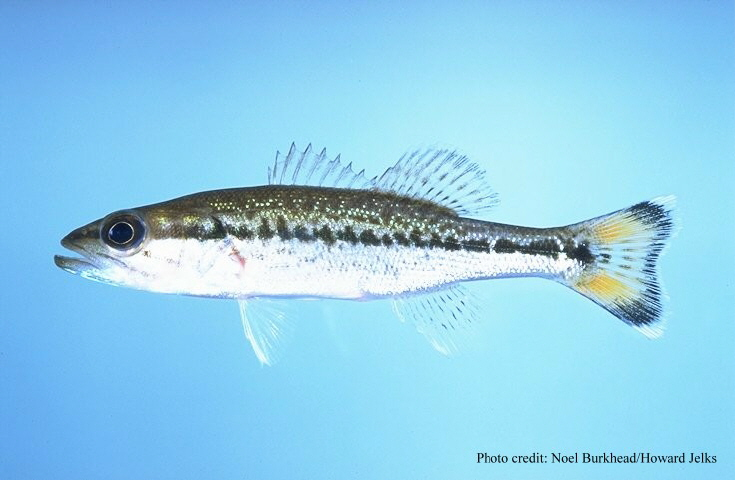